# 센드 미 노 플라워스
센드 미 노 플라워스(Send Me No Flowers)는 미국에서 제작된 노만 주이슨 감독의 1964년 영화이다. 록 허드슨 등이 주연으로 출연하였고 해리 켈러 등이 제작에 참여하였다.

## 출연

### 주연
- 록 허드슨
- 도리스 데이

### 조연
- 토니 랜들
- 폴 린드
- 할 마치
- 에드워드 앤드류즈
- 패트리샤 베리
- 클린트 워커
- 데이브 윌록
- 엘라인 타운
- 헬렌 윈스턴
- 크리스틴 넬슨
- 클라이브 클러크

## 제작진
- 세트: 존 맥카시 주니어
- 세트: 올리버 이머트
- 세트: 존 P. 오스틴
- 의상: 진 루이스